# عتريسيات
العِتْرِيسِيَّات هي أنواع صغيرة إلى متوسطة الحجم من الطيور الجواثم الموجودة في المناطق شبه الاستوائية والاستوائية في إفريقيا وآسية وأسترالية. الأنواع الـ 93 مقسمة إلى 11 جنسًا هي:
- البهرم (15 نوعًا)
- العصال (5 أنواع)
- شبيه الغداف (22 نوعًا)
- العتريس (4 أنواع)
- Lobotos
- Campochaera
- Malindangia
- Edolisoma
- Celebesica
- Cyanograucalus
- Lalage